# روپرت اهل هی ها
روپرت اهل هی ها (انگلیسی: Rupert of Hee Haw) یک فیلم کمدی صامت آمریکایی است که در سال ۱۹۲۴ منتشر شد.

## بازیگران
- استن لورل
- جیمز فینلیسون
- می دالبرگ
- اینا گرگوری
- سمی بروکس
- جرج رو
- بیلی اِنگِل